# Kontikia ventrolineata
Kontikia ventrolineata ist eine Art der Landplanarien in der Gattung Kontikia, die in Australien und Ozeanien, Nordamerika, Afrika und Europa gefunden wurde.
Die Art ist auch unter den Synonymen Parakontikia ventrolineata und Kontikia mexicana bekannt.

## Merkmale
Kontikia ventrolineata hat im Querschnitt einen ovalen bis zylindrischen Körper, der eine Länge von 1 bis 5 Zentimetern und eine Breite von 1 bis 2 Millimetern aufweist. Die Grundfärbung ist sehr dunkel, fast schwarz. Auf dem Rücken verlaufen zwei schmale, blassgraue Streifen nah an der Mittellinie. Auf der Bauchseite verlaufen vier dunkle Streifen entlang des Körpers, die auf einer blassen Untergrundfärbung sichtbar sind. In der Nähe der Ränder der Rückenseite befinden sich viele kleine Augen, die auf der dunklen Oberfläche kaum erkennbar sind.

## Verbreitung und Lebensraum
Das Typusexemplar von Kontikia ventrolineata wurde im australischen Melbourne entdeckt, aber bereits damals war unklar, ob die Art ursprünglich aus dem Gebiet stammt. Es wird vermutet, dass die Art ursprünglich aus Queensland in Ost-Australien stammt, der Ursprung könnte jedoch in einem anderen Gebiet des Indopazifiks liegen. Wahrscheinlich wurde sie mit Zier- und Gartenpflanzen in verschiedene Regionen eingebracht. So wurden Individuen von Kontikia ventrolineata auch in Spanien, Irland, Frankreich, Neuseeland, den USA, Südafrika und in Großbritannien nachgewiesen. Viele Fundorte befanden sich in urbanen Gebieten, Gärtnereibetrieben oder Gewächshäusern.
Tagsüber wurde die Art an feuchten, dunklen Orten an der Bodenoberfläche gefunden, beispielsweise unter Steinen, Plastikabdeckungen und unter Pflanzgefäßen.

## Lebensweise
Kontikia ventrolineata erbeutet kleine Schnecken und Landasseln. Es konnte auch beobachtet werden, dass sie sich als Aasfresser von zerquetschten Raupen eines Schwärmers und toten Regenwürmern ernährte.
Die Fortpflanzung findet vermutlich sexuell statt. Ein kleiner schwarzer Eikokon wird abgelegt, aus diesem schlüpfen nach einigen Wochen mehrere Jungtiere.

## Genetische Untersuchung
Das vollständige mitochondriale Genom von Kontikia ventrolineata wurde im Jahr 2020 entschlüsselt. Bei der Untersuchung wurden in Frankreich gesammelte Exemplare genutzt. Es zeigt ungewöhnliche Gemeinsamkeiten mit Platydemus manokwari, beispielsweise eine Colinearität, eine Überlappung zwischen MT-ND4L- und MT-ND4-Genen und ein ungewöhnlich langes COX-2-Gen.

## Synonyme
Die Art Parakontikia ventrolineata wurde 1892 vom britischen Zoologen Arthur Dendy mit Individuen, die in Melbourne in einer Gärtnerei gefunden wurden, erstbeschrieben. Libbie Henrietta Hyman beschrieb 1939 Geoplana mexicana anhand einiger juveniler Individuen, die sich in einer Veilchenlieferung von Mexiko nach Texas befanden, später erweiterte sie die Beschreibung mit adulten Individuen, die in Kalifornien gefunden wurden. In späteren Untersuchungen wurde die Art von der Gattung Geoplana zur Gattung Kontikia überführt.
Bis 1998 wurden die beiden Arten Parakontikia ventrolineata und Kontikia mexicana als zwei verschiedene Arten aus zwei unterschiedlichen Gattungen geführt. Bei Untersuchungen von Individuen, die in Südafrika und in Großbritannien gesammelt wurden, stellte sich heraus, dass die Tiere beiden Arten zugeordnet werden konnten und sich nur geringe Unterschiede hinsichtlich der Penispapille ergeben.
Die Ausprägung der Penispapille wurde genutzt, um die Gattung Kontikia von der Gattung Parakontikia abzugrenzen. Diese Unterteilung wurde jedoch angezweifelt, da die Penispapille je nach Entwicklungsstand und Kontraktion stärker ausgeprägt ist. Arten aus Parakontikia werden aus diesem Grund häufig als Synonyme für Arten der Gattung Kontikia angesehen. Eine weitere Schlussfolgerung war, dass die Art Kontikia mexicana hinsichtlich der Resultate keinen Bestand als eigenständige Art hatte und in die Art Kontikia ventrolineata integriert wurde.
Auch heute wird das Synonym Parakontikia ventrolineata häufig in Veröffentlichungen genutzt.